# Tuʻungasika
Tuʻungasika ist eine kleine unbewohnte Insel in der tonganischen Inselgruppe Vavaʻu.

## Geographie
Tuʻungasika ist ein Motu vor der Westspitze der Hauptinsel Vavaʻu. Sie liegt vor dem Ort Longomapu und dem Hafen Port Refuge. Diesen trennt sie von der Faihava Passage. Im Südwesten schließt sich das Inselchen Luafatu an, welches selbst eine Verlängerung der Landzunge Matahunga der Insel Hunga ist. Nordwestlich der Insel erhebt sich der Felsen Fotula aus dem Meer.

## Klima
Das Klima ist tropisch heiß, wird jedoch von ständig wehenden Winden gemäßigt. Ebenso wie die anderen Inseln der Vavaʻu-Gruppe wird Tuʻungasika gelegentlich von Zyklonen heimgesucht.